# RS-419
Pour les articles homonymes, voir Route 419.

La RS 419 est une route locale de la mésorégion métropolitaine de Porto Alegre et du Centre-Est de l'État du Rio Grande do Sul qui relie la municipalité de Poço das Antas à la RS-128, sur le territoire de la commune de Teutônia. Elle dessert ces deux seules communes, et est longue de 21 km.